# Panumbangan (Jampang Tengah)
Panumbangan is een bestuurslaag in het regentschap Sukabumi van de provincie West-Java, Indonesië. Panumbangan telt 4708 inwoners (volkstelling 2010).